# جنگ قیمت نفت روسیه و عربستان سعودی
جنگ قیمت نفت روسیه و عربستان سعودی (انگلیسی: 2020 Russia–Saudi Arabia oil price war) از شکست مذاکرات اوپک و غیر اوپک در ۸ مارس ۲۰۲۰ آغاز شد؛ روسیه، عمده‌ترین تولیدکننده نفت غیر اوپک، پیشنهاد عربستان، عمده‌ترین تولیدکننده نفت اوپک، را پیرامون کاهش تولید نفت کشورهای غیر اوپک نپذیرفت. با کارشکنی روسیه، توافق قبلی اوپک و غیراوپک پیرامون کاهش ۱٫۷ میلیون بشکه‌ای تولید نفت نیز تمدید نشد، و جنگ نفتی عملاً آغاز شد. با اعلام این خبر، قیمت‌های نفت در بازار جهانی ۱۰ درصد ریخت و با همه‌گیر شدن بیماری کروناویروس ۲۰۱۹ هم این ریزش‌ها ادامه یافت تا اینکه قیمت نفت وست تگزاس اینترمیدیت آمریکا به ۲۰ دلار و سپس حتی تا منفی ۳۷ دلار در هر بشکه رسید.

## رخدادها

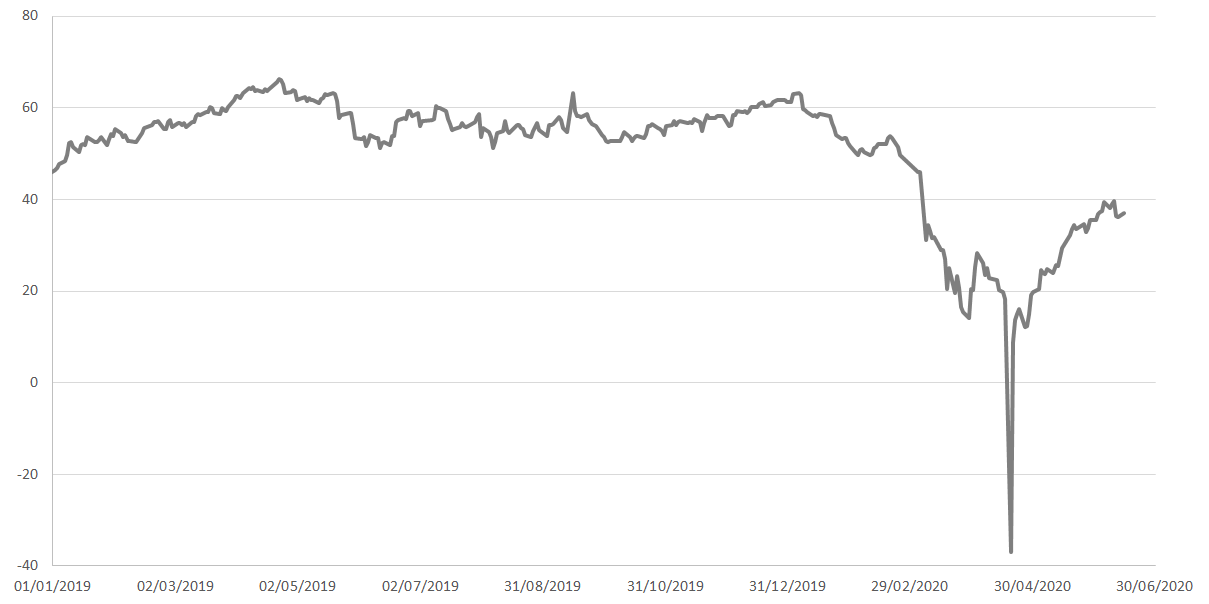
حرکت قیمت نفت وست تگزاس اینترمیدیت از سال ۲۰۱۹. در ۲۰ آوریل ۲۰۲۰، قیمت‌ها به زیر صفر برای اولین بار سقوط کردند.

در ۸ مارس ۲۰۲۰، عربستان سعودی تخفیف‌های غیرمنتظره قیمت ۶ تا ۸ دلار در هر بشکه را برای مشتریان در اروپا، آسیا و ایالات متحده اعلام کرد. این اعلامیه باعث سقوط آزاد قیمت نفت و عواقب دیگر آن روز مانند کاهش ۳۰ درصدی نفت خام برنت که بزرگ‌ترین افت از زمان جنگ خلیج فارس بود، گردید.
وست تگزاس اینترمیدیت، نوعی نفت سبک که به عنوان محک یا شاخص برای قیمت‌گذاری نفت در بازارهای جهانی استفاده می‌شود، در ماه مه ۲۰۲۰، در جریان معاملات بازارهای جهانی، بزرگ‌ترین سقوط روزانه خود را تجربه کرد و با ۳۱۶ درصد کاهش به منفی ۳۹ دلار و ۵۵ سنت رسید که رقمی بی‌سابقه در طول تاریخ به‌شمار می‌رود.

## تأثیرات

وابستگی قیمت نفت اوپک. کشورهای وابسته به درآمد حاصل از صادرات نفت که بیشتر آنها اعضای سازمان کشورهای صادرکننده نفت (اوپک) هستند. نیجریه، ونزوئلا و عربستان سعودی بیشترین وابستگی را به درآمدهای نفتی دارند. برخی از قیمت‌های بازار ممکن است برای اکثر اعضای اوپک بسیار پایین باشد که بتوانند بودجه خود را متعادل کنند.

درآمدهای نفتی درآمد قابل توجه ای برای چندین کشور تولیدکننده نفت است. قیمت پایین آن فشار مالی بر دولت را به وجود آورد.

### عربستان سعودی
آرامکو سعودی از کاهش هزینه‌های سرمایه ای از ۳۵ تا ۴۰ میلیارد دلار برنامه‌ریزی شده به ۲۵ تا ۳۰ میلیارد دلار خبر داد. دولت همچنین سقف بدهی خود را از ۳۰ به ۵۰ درصد تولید ناخالص داخلی افزایش داد، هم به دلیل قیمت نفت و هم به دلیل تأثیر همه‌گیری، و قصد داشت هزینه‌های خود را ۵ درصد کاهش دهد زیرا پیش‌بینی می‌شد کسری بودجه آن از ۶ به ۹ درصد افزایش یابد.

### روسیه
دولت روسیه در ابتدا پیش‌بینی کرده بود که در سال ۲۰۲۰ مازاد ۹۳۰ میلیارد روبل (۱۱٫۴ میلیارد دلار) داشته باشد، اما به دنبال وقوع جنگ قیمت اعلام کرد که انتظار می‌رود با کسری روبرو شود. روبل سقوط کرد، در حالی که بین آغاز سال ۲۰۲۰ و ۱۸ مارس بیش از ۳۰ درصد سقوط کرده بود.